# 85320 Бертрам
85320 Бертрам (85320 Bertram) — астероїд головного поясу, відкритий 4 березня 1995 року.
Тіссеранів параметр щодо Юпітера — 3,358.